# Det hemliga vapnet

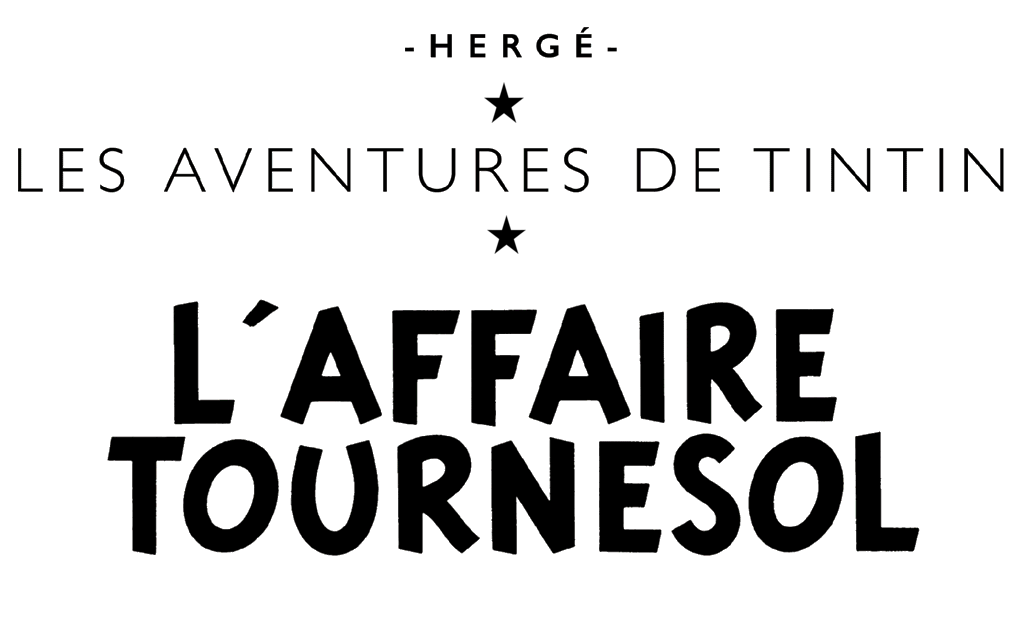

Det hemliga vapnet, fransk originaltitel: L'Affaire Tournesol, är det artonde i en serie klassiska seriealbum (Tintins äventyr), skrivna och illustrerade av den belgiske serietecknaren Hergé, vars huvudperson är den unge reportern Tintin.
Albumet publicerades första gången 1956, efter att serierna publicerats mellan den 22 december 1954 och den 22 februari 1956. Den första svenska översättningen gavs ut 1968, som Illustrationsförlagets Tintin-album nummer 10.
I albumet förekommer Serafim Svensson för första gången. Han är en pratglad och okänslig försäkringssäljare, som tror att Kapten Haddock är hans bäste vän trots Haddocks benägenhet att skälla ut honom.
Albumet anses av många att vara det bästa Tintin-albumet, på grund av den väl berättade intrigen som avspeglar stämningarna under kalla kriget, men också på grund av de detaljrika teckningarna. Alla miljöer och föremål har direkt förebild i verkligheten i enlighet med Hergés estetiska princip.

## Handling
Kapten Haddock, Tintin och Milou promenerar i närheten av Moulinsart. Slut med äventyren och flackandet jorden runt! Jag har fått nog av sånt. säger kaptenen strax innan de avbryts av åska. De beger sig hemåt och vid Moulinsart möts de av Nestor med ett paraply. I trädgården utanför slottet spionerar dock två män i trenchcoat på dem.
När de står i hallen slår blixten ned i närheten och ett av fönstren krossas i småbitar. Vid nästa blixtnedslag går en kinesisk urna sönder och vid följande krossas en spegel. När blixten slår ned i en elstolpe försvinner lyset i slottet. När de står där i mörkret bankar det på dörren – det är den pratglade försäkringssäljaren Serafim Svensson som passerade slottet i sin bil när vindrutan krossades. När kapten Haddock bjuder Svensson på whiskey går deras glas i småbitar. Kaptenen skäller ut Svensson och förklarar att han absolut inte vill ha någon försäkring och Svensson lovar att personligen återkomma med ett förslag.
När Svensson har gått hör de skott utifrån och professor Kalkyl kommer från sitt laboratorium i trädgården. I sin hatt har Kalkyl skotthål. Tintin och kapten Haddock går ut i trädgården och hittar en avsvimmad man. Haddock går tillbaka till slottet och ringer polisen. På väg tillbaka möter han Tintin som ska hämta ett glas vatten åt mannen. Mannen har dock lurat Tintin och gett sig iväg. De letar igenom trädgården och finner istället en skräckslagen Serafim Svensson som har blivit beskjuten.
Nästa morgon fortsätter glas att krossas och när mjölkbilen stannar utanför slottet krossas alla mjölkflaskor. Dupondtarna anländer, ditkallade av den lokala polisen. I trädgården möter de professor Kalkyl som berättar att han är på väg till Genève för en kongress för kärnfysiker. Ute på landsvägen står en mystisk svart bil med två män som tänker kidnappa Kalkyl men denne får istället lift av mjölkbilen.
Kapten Haddock berättar för Dupondtarna vad som hänt och de lovar att inte berätta ett ljud om vad som hänt på slottet. Nästa dag är världspressen fylld av artiklar om händelserna. Utanför grinden står en stor folkmassa, bilar, ett korvstånd, en familj som har picknick, campare, journalister från TV med mera. Kapten Haddock ogillar det hela. Han och Tintin tar sig in i professor Kalkyls laboratorium där det står en slags megafon. Plötsligt blir Tintin överfallen av en maskerad man i trenchcoat som har gömt sig i labbet. Milou biter tag i hans kläder och en nyckel och ett cigarettpaket av märket "МАЗЕДОНИА" faller ut. På paketet står skrivet "Genève hotell Cornavin". Tintin och kapten tar nästa plan dit.
På hotellet i Genève missar de precis professor Kalkyl när denne ger sig iväg. Portieren kan dock berätta att professorn har frågat om tågtiderna till Nyon och skulle ta tåget 16.40. I hotellets lobby finns dock två mystiska män i trenchcoat som uppehåller Tintin och Haddock tillräckligt för att de ska komma för sent till järnvägsstationen. Tillbaka på hotellet kan portieren berätta att Kalkyl har ringt rikssamtal till en adress i Nyon.
De ger sig iväg i taxi mot Nyon men på vägen blir deras bil prejad av vägen av en svart Citroën och hamnar i Genèvesjön. De får dock skjuts till Nyon, men innan de kommer fram till adressen blir de nästan överkörda av samma svarta Citroën. När de kommer fram till huset är huset tomt men Tintin hittar Kalkyls paraply samt en bok om tysk forskning under andra världskriget. I boken finns en bild av samma slags megafonliknande apparat som fanns i Kalkyls laboratorium och av bildtexten framgår det att tyskarna försökte använda ljud som ett vapen. När de närmare undersöker huset hittar de husets ägare, professor Topolino, bunden i pannrummet. Denne berättar att Kalkyl tog kontakt med honom och upplyste honom om att han höll att bygga en ultraljudsgenerator. De gjorde upp om att mötas i Nyon men Kalkyl dök upp tidigare än avtalat och slog ned professor Topolino med en knölpåk. Tintin visar dock upp en bild av Kalkyl men Topolino känner inte igen mannen på fotot. Tintin visar också upp cigarettpaketet och Topolino kan berätta att dennes betjänt Boris från Bordurien röker samma märke. Boris har dock plötsligt rest hem på besök.
Männen i den svarta Citroënbilen har placerat ut en tidsinställd bomb i huset och plötsligt sprängs övervåningen i luften. Tintin och Haddock klarar sig dock med omplåstring. På sjukhuset träffar de Dupontarna som kan berätta att den avsvimmade mannen i slottsparken var från Syldavien. Det står nu klart att agenter från både Bordurien och Syldavien vill lägga vantarna på Kalkyls uppfinning.
På natten ger de sig iväg till Borduriens ambassad och blir vittnen till ett stort slagsmål mellan bordurierna och syldavierna. Borduriska agenter har hållit Kalkyl fången men syldaviska agenter lyckas kidnappa honom istället och försvinner i en båt. Tintin och Haddock förföljer båten via helikopter och när Haddock använder radion för att kontakta polisen får de svar från Serafim Svensson som inte tror ett ord av vad han säger. Kidnapparna byter till en bil, en Chrysler, men helikoptern har slut på bränsle och de tvingas landa. De fortsätter jakten när de får skjuts av en italienare i en Lancia Aurelia som heter Arturo Benedetto Giovanni Giuseppe Pietro Archangelo Alfredo Cartoffoli som bryter mot de flesta trafikregler för att köra ikapp bilen. Till slut lyckas de preja den misstänkta bilen av vägen men i den finns inte professor Kalkyl. Både den misstänkta Chryslern och deras italienske hjälpare lämnar dem vid vägen.
Tvivel ansätter Tintin tills han inser att de borde ha undersökt om Kalkyl låg bunden under baksätet i Chryslern. I närheten finns en flygplats som de beger sig till och där får de se männen från Chryslern tvinga in Kalkyl i ett litet syldaviskt flygplan. Flygplanet lyckas dock undkomma.
De återvänder till Genève. Nästa morgon läser kapten Haddock i tidningen att ett syldaviskt privatplan tvingats ned i Bordurien. De köper flygbiljetter och ger sig iväg till Borduriens huvudstad Szohôd. På flygplatsen blir de inkallade till flygplatspolisen som berättar att Bordurien ska bistå dem med varsin tolk under deras besök och har bokat rum på hotell Zsnôrr. På hotellet får Haddock syn på operadivan Bianca Castafiore, "Näktergalen från Milano", som skall sjunga på Szohôd-operan.
De två "tolkarna" följer förstås med när Tintin och Haddock skall äta middag i hotellets matsal. Tintin ser till att tolkarna dricker sig berusade på champagne och låser sedan in dem på hotellrummen. Tintin och Haddock lyckas ta sig förbi de poliser som bevakar hotellet och tar sig till operan. De möter Castafiore som gömmer dem i garderoben i sin loge när polischefen, överste Sponsz, kommer för att gratulera henne. Han berättar att de jagar två spioner och att Bordurien har en utländsk forskare i förvar i Bakhine-fortet. Denne forskare har ännu inte avslöjat alla detaljer om sin uppfinning, men det är bara en tidsfråga. När forskaren har berättat om de sista detaljerna och förklarat att han frivilligt har uppehållit sig i Bordurien kommer han att släppas till två representanter för Röda korset. Dokumenten för frisläppandet har han i sin rock och dessa papper tar Tintin hand om.
Förklädda tar sig Tintin och Haddock till fortet och visar upp papperen om frigivning för major Kardouk på fortet, som för säkerhets skull ringer upp överste Sponsz. Översten är inte där men dennes sekreterare kan verifiera att översten har upprättat frigivningsbrev för Röda korset. Major Kardouk är nöjd med det beskedet och släpper Kalkyl.
Samtidigt har överste Sponsz återkommit och dennes sekreterare berättar om telefonsamtalet. Översten inser att hans papper har stulits och ger order att fånga in trion. Deras bil får en sladd och kraschar men de lyckas ta sig ur. I närheten finns en stridsvagn vars besättning inspekterar bilvraket. Trion passar på att stjäla stridsvagnen och trots flera försök lyckas deras förföljare inte stoppa dem. Vid gränsen har bordurierna ordnat en vägspärr men stridsvagnen kör rakt igenom tullhuset. Snart har de passerat gränsen och är säkra.
Några dagar senare återkommer de till Moulinsart där pratmakaren Serafim Svensson har bjudit in hela sin släkt. Den vimsige Kalkyl berättar för Svensson att kaptenen har drabbats av scharlakansfeber, vilket får Svensson och alla hans släktingar att lämna slottet så fort som möjligt.

## Tintins persongalleri
Försäljaren Serafim Svensson från försäkringsbolaget Mondass gör entré i serien i detta album. Denne påstridigt sällskaplige och påflugne man som enligt Hergé själv existerar i tusentals exemplar, modellerades från minnet av en icke namngiven man som försökte sälja något till Hergé en gång när han bodde i Boitsfort under kriget. Mannen trängde sig på hemma hos Hergé och slog sig ned, pekade sedan på en fåtölj och sade "Men snälla Ni, slå Er ner för all del!"

## Övrigt
- Albumet var noga förberett. Hergé reste till Schweiz och fotograferade flygplatsen Cointrin utanför Genève, järnvägsstationen Cornavin och hotell Cornavin, vägsträckan längs Genèvesjön där Tintin och Kalkyls bil prejas av vägen och professor Topolinos hus i Nyon.
- Den borduriske överste Sponsz, Sponsz är brysselslang för "tvättsvamp", är en karikatyr av Hergés bror, militären Paul som flera år tidigare stått som förebild till Tintin själv. Tintin ser alltså ut som överste Sponsz när han blir äldre.
- Albumet är, tillsammans med De sju kristallkulorna och Solens tempel, huvudalternativet som förlaga till uppföljaren av Steven Spielbergs film Tintins äventyr: Enhörningens hemlighet. "Solens tempel var en väldigt tidig diskussion och den diskuterar vi inte längre. Anthony Horowitz håller på och jobbar med den andra filmen och vi vet inte vad vi gör med den tredje filmen än", säger producenten Kathleen Kennedy. Nästa film om Tintin kommer att regisseras av Peter Jackson, vars favoritalbum just är bland annat Det hemliga vapnet.[2]